# 紀元前210年
紀元前210年（きげんぜん210ねん）

## 他の紀年法
- 干支 : 辛卯
- 日本
  - 皇紀451年
  - 孝元天皇5年
- 中国 : 秦 - 始皇37年
- 朝鮮 :
- ベトナム :
- 仏滅紀元 : 335年
- ユダヤ暦 :

## できごと

### 地中海
- ヘルドニアの戦い。ハンニバル率いるカルタゴ軍（英語版）が、南イタリアのアプリアでローマ軍を包囲殲滅。
- マケドニアのピリッポス5世はハンニバルと同盟し、イリュリアのローマ軍を攻撃した。だがローマ軍の艦隊に阻まれ、コルフ島やアポロニアをとることには失敗。当時、ローマ艦隊の指揮官が、カルタゴ側を支援しようとする動きを封じ込めており、その結果 アエトリア同盟、スパルタ、ペルガモンのアッタロス1世がローマ軍側に合流し、一種の連合軍を形成しピリッポス5世と対峙。この連合があまりに強かったのでピリッポス5世はローマ領への攻撃を止めざるを得なくなる。

### 中国
- 秦の始皇帝が巡行に出立した。左丞相の李斯が従い、右丞相の馮去疾が咸陽の留守をつとめた。末子の胡亥が随行した。
- 始皇帝が雲夢に到着し、九疑山を望んで虞舜の墓を祀った。長江を舟で下り、藉柯を観賞し、海渚を渡って、丹陽を過ぎ、銭唐にいたって、浙江に臨んだ。水波が高かったので、西に120里の陿中から南に渡った。会稽山に登って、大禹を祭り、南海を望んで、頌徳碑を建てた。帰途につき、呉を過ぎ、江乗から長江を渡り、海岸に沿って、北方の琅邪に入った。海神と戦う夢を見て、之罘で巨魚を射殺した。海岸に沿って西に向かい、平原津で病気にかかった。7月、沙丘の平台で死去した。
- 始皇帝の死は秘密にされ、李斯や趙高が始皇帝の遺詔を偽造し、胡亥を二世皇帝に擁立した。
- 始皇帝の長男の扶蘇は偽造された遺詔の命ずるままに自殺したが、蒙恬は死なず、陽周の獄に入れられた。二世皇帝に重ねて死を命じられて、蒙恬は獄中で毒を仰いで死去した。
- 9月、始皇帝が驪山に葬られた。

## 死去
- 始皇帝[1] - 秦の皇帝（* 紀元前259年）
- ティベリウス・センプロニウス・ロングス - 共和政ローマのコンスル（* 紀元前260年）